# Rebecca Bardoux
Rebecca Bardoux (Erie, Pensilvania; 18 de agosto de 1963) es una ex actriz pornográfica estadounidense. En 2007 ingresó en el Salón de la fama de AVN.
Rebeca debutó en la industria del cine para adultos en 1992 a la edad de 29 años. En 2011 Bardoux cambió su dirección y giró hacia la comedia, usando su anterior ocupación como fuente recurrente en su nuevo trabajo.